# Montmorency (métro de Montréal)
Pour les articles homonymes, voir Montmorency.
Montmorency est une station terminus de la ligne orange du métro de Montréal. Elle est située rue Lucien-Paiement et rue Jacques-Tétreault dans le quartier Laval-des-Rapides, à Laval, près de Montréal, province de Québec au Canada.
Mise en service en 2007, elle est en correspondance directe avec le terminus Montmorency des bus de l'Autorité régionale de transport métropolitain.

## Situation sur le réseau

Plan du métro en 2021

Établie en souterrain, Montmorency est la station terminus nord-ouest de la Ligne orange du métro de Montréal. Elle est située avant la station De la Concorde, en direction de la station terminus sud-ouest Côte-Vertu.
Elle dispose des deux voies de la ligne, encadrées par deux quais latéraux. Après la station les voies rejoignent le dépôt, avec garage et atelier.

## Histoire
La station terminus Montmorency est mise en service le 28 avril 2007, lors de l'ouverture à l'exploitation du prolongement de Henri-Bourassa à Montmorency. La station est nommée en référence au Collège Montmorency qui a été dénommée en souvenir de « François de Montmorency-Laval, premier évêque de la ville de Québec et ancien seigneur de l'île Jésus (Laval) ». Conçue par l'architecte Guillermo Farregut, la station, construite en tranchée ouverte, est caractérisée par l'importance des volumes qui surplombes les quais, l'architecture maximise l'utilisation des hauteurs par de grandes colonnes de couleurs pastel. Elle dispose également d'une grande salle de contrôle reliée au palier en surface par une imposante cage d'escalier. Le palier donne sur les deux édicules, celui du nord et celui du sud qui est en accès directe avec le terminus Montmorency de bus géré par l'Autorité régionale de transport métropolitain et les vastes espaces de parking couverts payants et à l'extérieur gratuits

## Services aux voyageurs

### Édicules et accueil
- Édicule A: 555, rue Lucien-Paiement.
- Édicule B: 1800, rue Jacques-Tétreault.

L'édicule A comporte deux sorties : une vers un terminus d'autobus et la dernière vers un stationnement incitatif. Cet édicule contient un ascenseur pour les personnes à mobilité réduite.

L'édicule B comporte deux sorties : une vers la rue Lucien-Paiement et la dernière vers la rue Jacques-Tétreault.

Installations
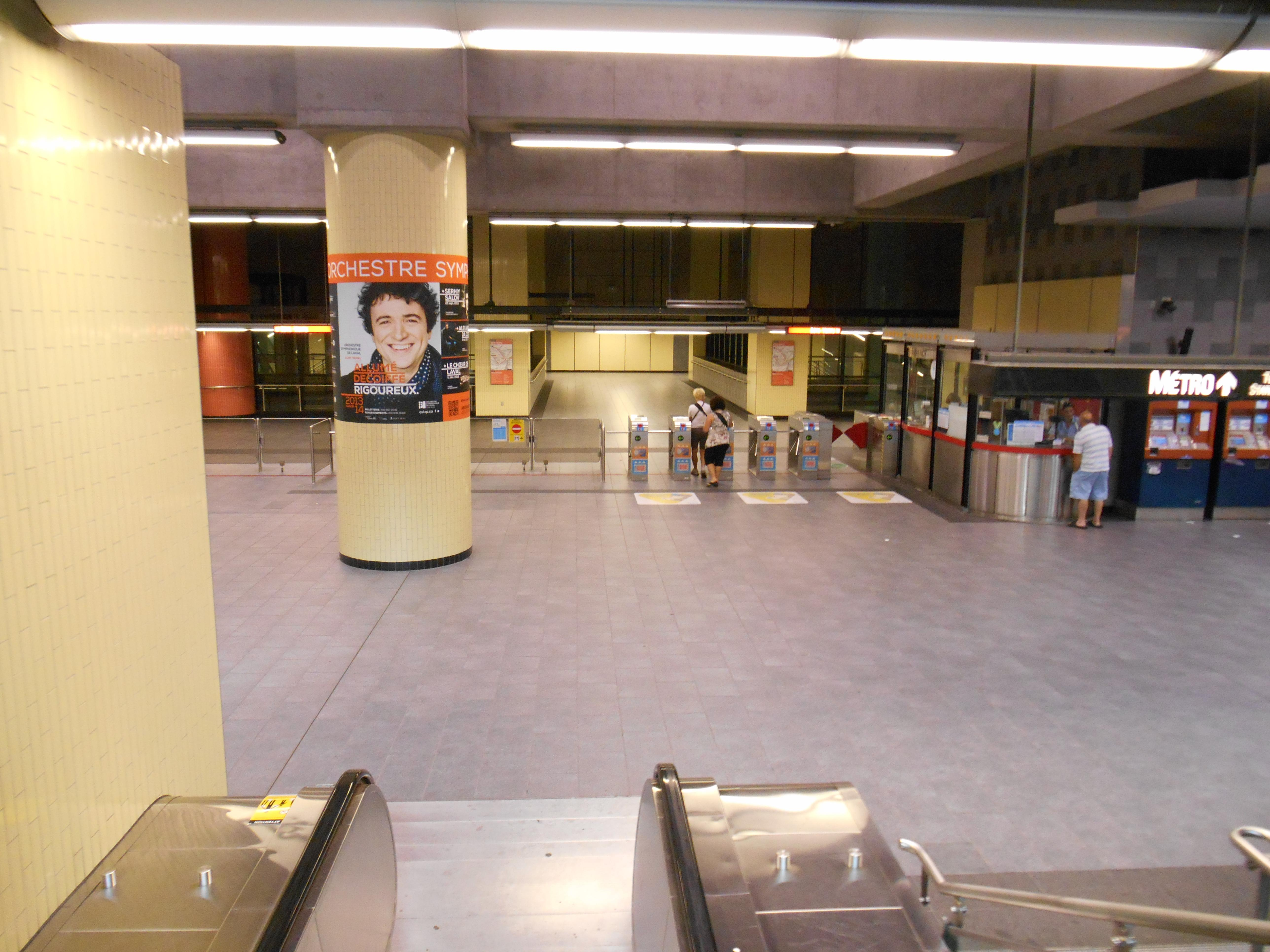
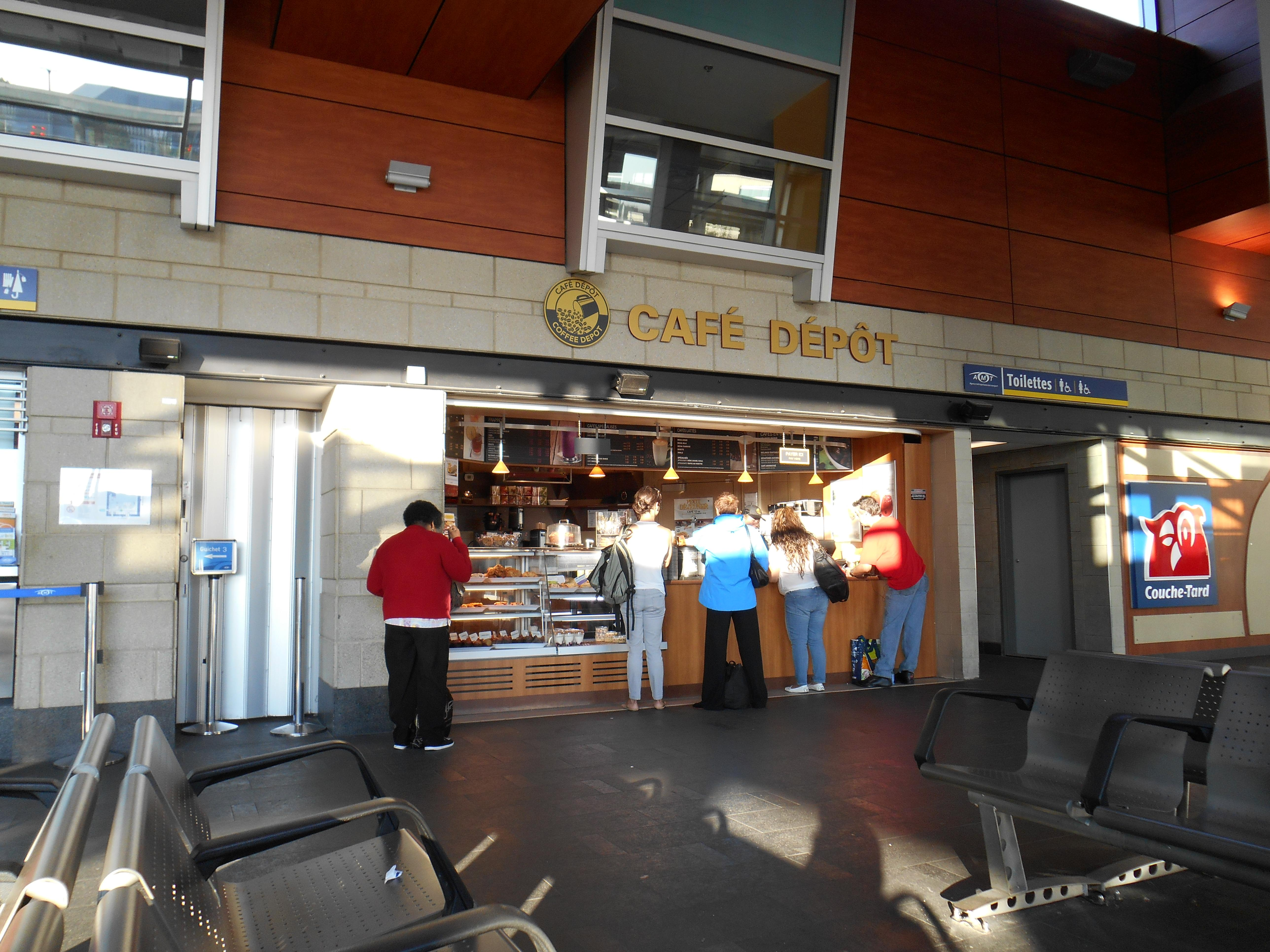
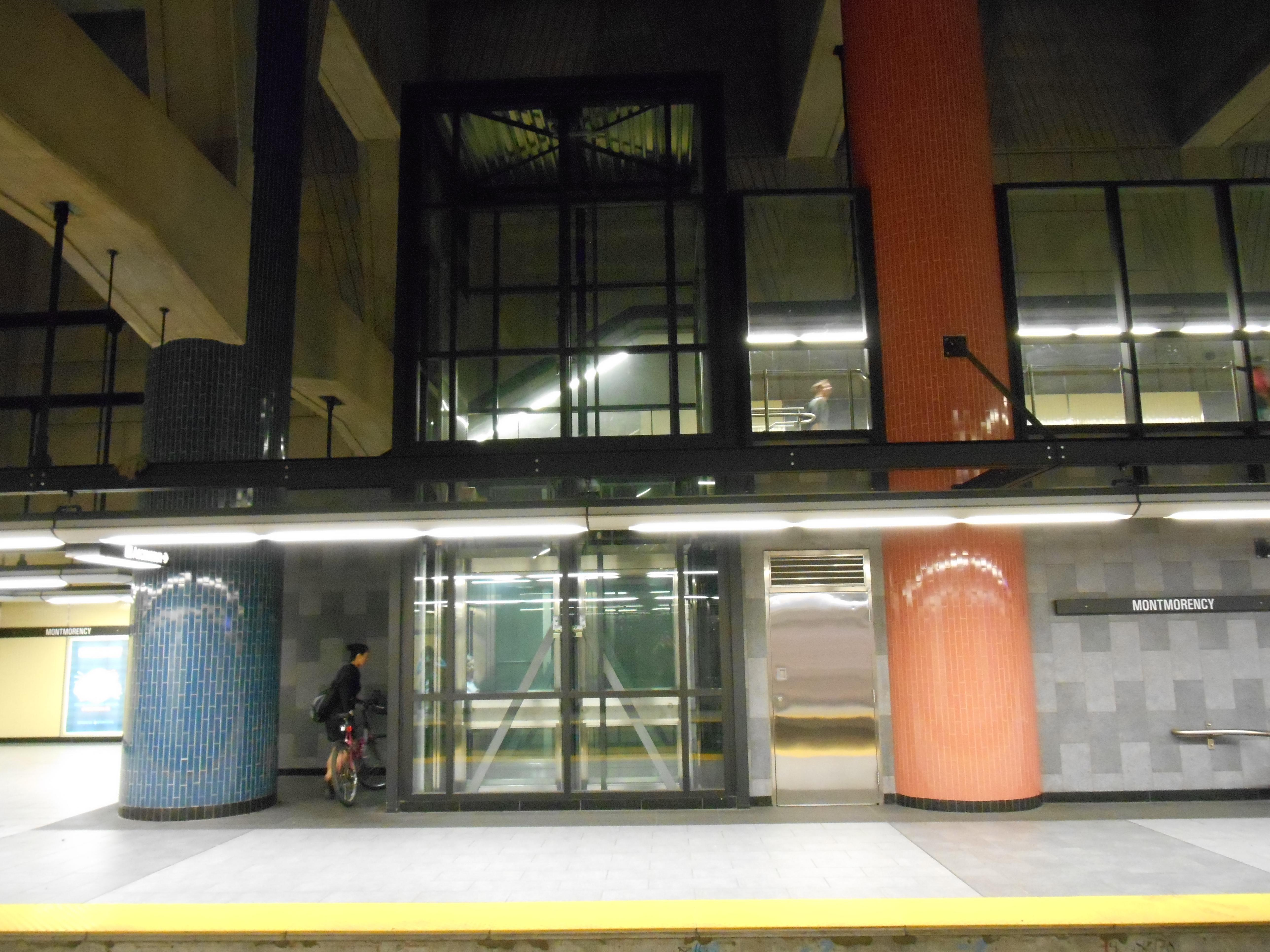

### Desserte
La station Montmorency partage avec la station Henri-Bourassa le statut de station terminale de la ligne orange. Afin de permettre aux résidents du nord de Montréal d'avoir un accès suffisant aux heures de pointe, seulement un train sur deux quitte ou arrive à la station Montmorency, les autres voyages terminant leur parcours à la station Henri-Bourassa. À ces heures, c'est donc un train sur deux qui dessert les trois stations lavalloises. En dehors de ces heures de pointe, tous les trajets ont pour terminus la station Montmorency. Dans la direction inverse, tous les trains sans exception ont pour terminus la station Côte-Vertu[réf. nécessaire].

Installations et desserte
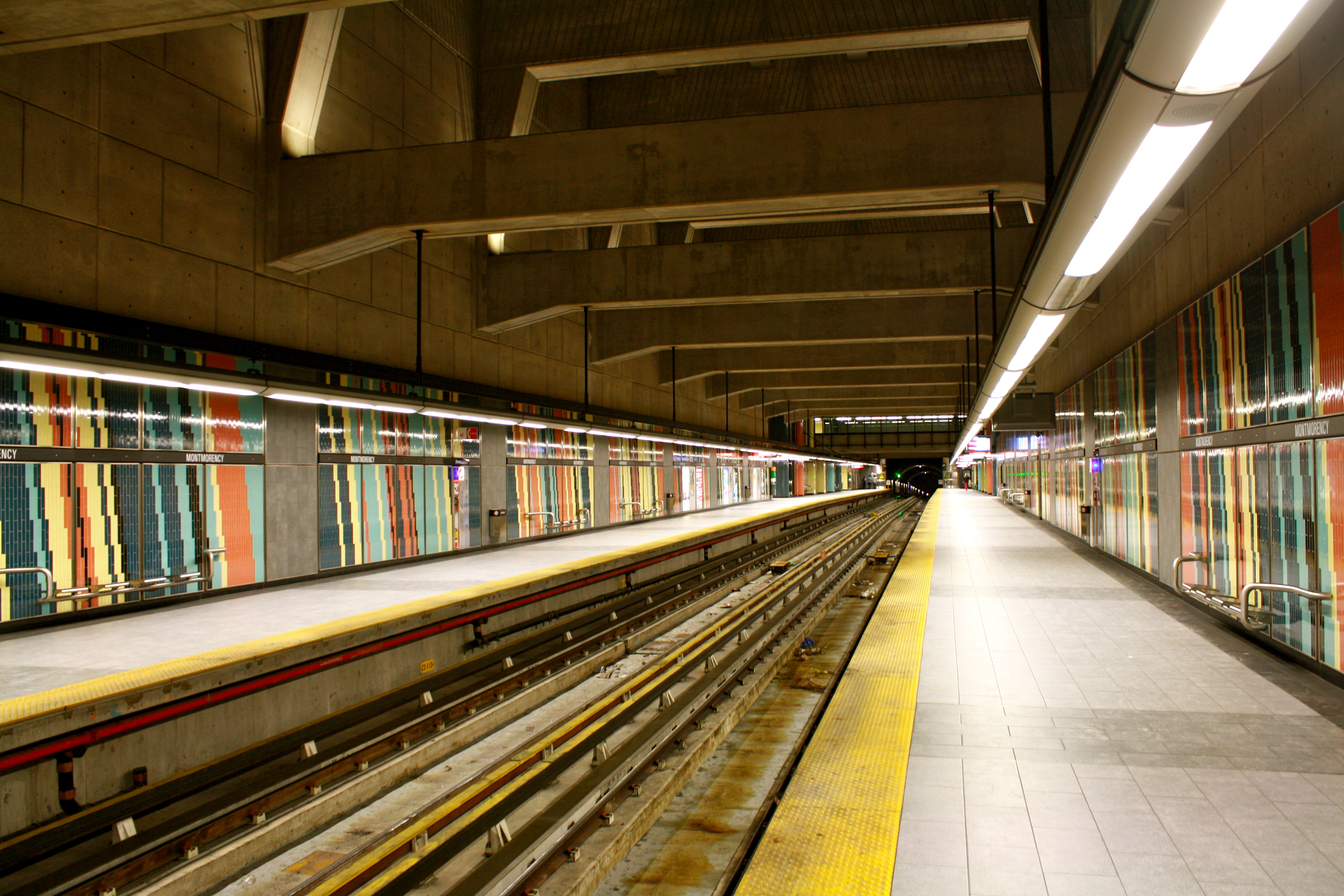
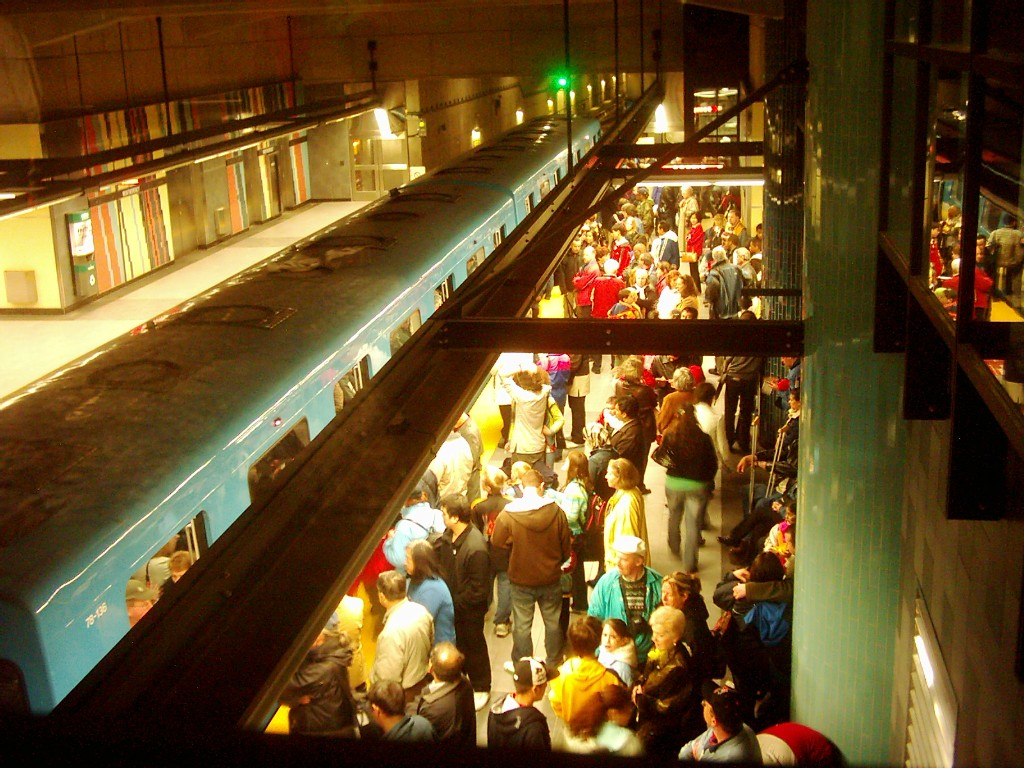
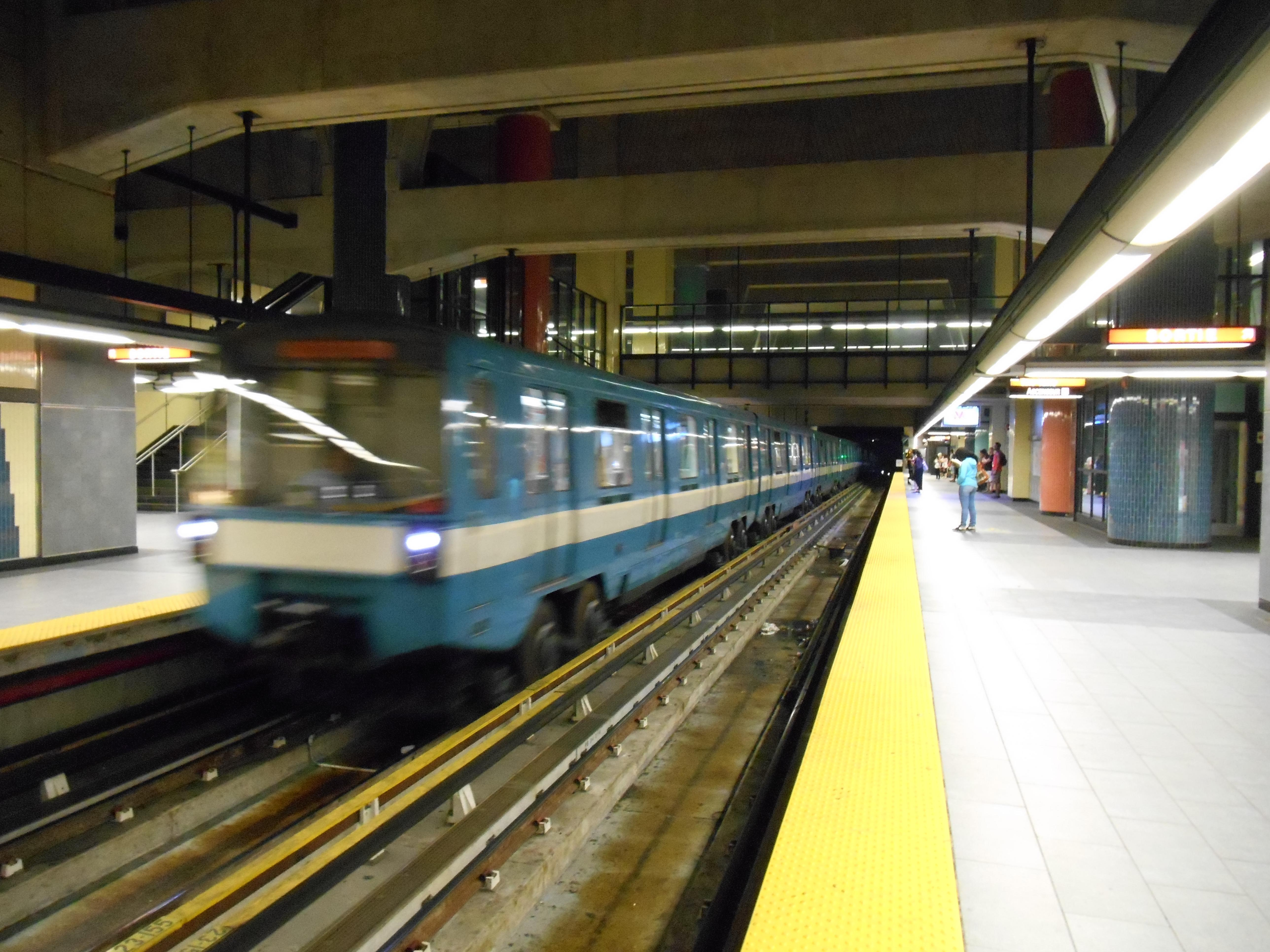

### Intermodalité
La station est en relation directe avec le terminus de bus Montmorency. Géré par l'Autorité régionale de transport métropolitain, il permet la correspondance à une majorité des circuits d'autobus de la Société de transport de Laval, mais également à certains circuits d'Exo Laurentides et d'Exo Terrebonne-Mascouche. Dix quais sont aménagés, le 5e servant uniquement au débarquement des usagers.

#### Autobus de jour
Société de transport de Laval :
| Circuit | Destinations                                  | Quai(s)        | Tracé | Horaires |
| ------- | --------------------------------------------- | -------------- | ----- | -------- |
| 26      | Gare Sainte-Dorothée – Métro Montmorency      | 6              | Tracé | Horaires |
| 33      | Métro Montmorency – Métro Cartier             | 8              | Tracé | Horaires |
| 36      | Métro Montmorency - Chomedey                  | 3              | Tracé | Horaires |
| 39      | Auteuil – Terminus Le Carrefour               | 2              | Tracé | Horaires |
| 40      | Chomedey – Métro Montmorency                  | 9              | Tracé | Horaires |
| 42      | Saint-François – Terminus Le Carrefour        | Bd De L'Avenir | Tracé | Horaires |
| 45      | Chomedey – Métro Montmorency                  | 9              | Tracé | Horaires |
| 46      | Laval-Ouest – Métro Montmorency               | 7              | Tracé | Horaires |
| 50      | Saint-Vincent-de-Paul – Terminus Le Carrefour | 2, 3           | Tracé | Horaires |
| 56      | Sainte-Dorothée – Métro Montmorency           | 7              | Tracé | Horaires |
| 61      | Fabreville – Métro Montmorency                | 8              | Tracé | Horaires |
| 63      | Gare Sainte-Rose – Métro Cartier              | Bd De L'Avenir | Tracé | Horaires |
| 65      | Gare Sainte-Rose – Métro Montmorency          | 8              | Tracé | Horaires |
| 70      | Métro Cartier – Métro Montmorency             | 6              | Tracé | Horaires |
| 76      | Gare Sainte-Dorothée – Métro Montmorency      | 9              | Tracé | Horaires |
| 360     | Terminus Le Carrefour - Montmorency           | 4, 8           | Tracé | Horaires |
| 903     | Métro Montmorency – Gare Sainte-Dorothée      | 7              | Tracé | Horaires |

Exo Laurentides :
| Circuit | Destinations                                      | Quai(s) | Tracé | Horaires |
| ------- | ------------------------------------------------- | ------- | ----- | -------- |
| 8       | Terminus Saint-Eustache – Métro Montmorency       | 10      | Tracé | Horaires |
| 9       | Gare intermodale Saint-Jérôme – Métro Montmorency | 4       | Tracé | Horaires |
| 59      | Boisbriand - Métro Montmorency                    | 10      |       |          |
| YMX     | YMX Express                                       | 10      |       |          |

Exo Terrebonne-Mascouche :
| Circuit | Destinations                            | Quai(s) | Tracé                                                                | Horaires |
| ------- | --------------------------------------- | ------- | -------------------------------------------------------------------- | -------- |
| 19A     | Terminus Terrebonne – Métro Montmorency | 1       | « Tracé »(Archive.org • Wikiwix • Archive.is • Google • Que faire ?) | Horaires |

#### Autobus de nuit
Société de transport de Laval :
| Circuit | Destinations                             | Quai(s) | Tracé                   | Horaires                       |                                  |
| ------- | ---------------------------------------- | ------- | ----------------------- | ------------------------------ | -------------------------------- |
| 2       | Métro Henri-Bourassa – Métro Montmorency | 6       | [PDF] Horaires et tracé | Liste des arrêts direction est | Liste des arrêts direction ouest |